# Stumpflappiges Doppelblattmoos
Das Stumpflappige Doppelblattmoos (Diplophyllum obtusifolium) ist 
eine Lebermoos-Art aus der Familie Scapaniaceae.

## Merkmale
Das Moos bildet rötlich-grüne bis braune Rasen. Die niederliegenden oder aufsteigenden Pflanzen sind bis etwa 1 Zentimeter lang und 2 Millimeter breit und dicht mit Rhizoiden besetzt. Die Blätter sind zweilappig, der kleinere Oberlappen schräg nach vorne gerichtet, der zwei- bis dreimal so lange Unterlappen rechtwinkelig vom Stämmchen abstehend. Beide Lappen sind zungenförmig und entfernt kerbig gesägt.
Die etwas derbwandigen Blattzellen sind verschieden groß: an der Blattspitze rundlich-quadratisch und 10 µm groß, in der Blattmitte der unteren Blatthälfte größer, etwa 12 mal 40 µm. Im Gegensatz zum Hellstreifigen Doppelblattmoos weist die hier beschriebene Art aber keinen scharf abgegrenzten rippenartigen Mittelstreifen der Blattlappen auf.
Brutkörper sind sehr selten, Perianthien dagegen meist vorhanden, sie ragen zur Hälfte aus den Hüllblättern heraus, sind eiförmig, gefaltet, an der Mündung zusammengezogen und mit Wimperzähnen besetzt. Das Moos ist einhäusig.

## Verbreitung
Das Moos ist auf der nördlichen Hemisphäre verbreitet. In Europa kommt es schwerpunktmäßig in den Gebirgen vor; in den nördlichsten Teilen und im Mittelmeergebiet fehlt es. Weitere Vorkommen sind von Teilen Ostasiens und dem westlichen Nordamerika sowie Grönland bekannt.

## Standortansprüche
Das Moos wächst auf kalkfreier feuchter Erde und auf feuchtem Sandboden an schattigen Stellen. Oft befinden sich die Wuchsorte an Böschungen von Wegen oder Forststraßen.